# Caoayan
Caoayan ist eine Stadtgemeinde in der philippinischen Provinz Ilocos Sur, die am Südchinesischem Meer liegt. In dem 16 km² großen Gebiet lebten im Jahre 2015 19.861 Menschen, wodurch sich eine Bevölkerungsdichte von 1241 Einwohnern pro km² ergibt. Caoayan besitzt mehrere Strände und in der Gemeinde mündet der Abra in das Südchinesische Meer.
Caoayan ist in folgende 17 Baranggays aufgeteilt:
| - Anonang Mayor - Anonang Menor - Baggoc - Callaguip - Caparacadan - Don Alejandro Quirolgico - Don Dimas Querubin - Don Lorenzo Querubin - Fuerte | - Manangat - Naguilian - Nansuagao - Pandan - Pantay-Quitiquit - Puro - Pantay Tamurong - Villamar |